# 杰茜卡·阿什伍德
杰茜卡·阿什伍德（英語：Jessica Ashwood，1993年4月28日—）生于新南威尔士州达令赫斯特，是一名澳大利亚女子游泳运动员，主攻中长距离自由泳。她的祖母曾是一名游泳教练，她在四岁刚开始学习游泳时，便是由祖母担任她的教练。她在青少年时被确诊患有脊椎侧弯，该疾病致使其脖子和后背反复疼痛，尽管她接受过一些手术治疗，但该疾病仍有影响她的发挥。